# Haifisch
Haifisch è un singolo del gruppo musicale tedesco Rammstein, pubblicato il 28 maggio 2010 come terzo estratto dal sesto album in studio Liebe ist für alle da.

## Descrizione
La canzone parla della coesione e della fedeltà reciproca dei membri del gruppo, che si espongono al giudizio altrui. La band è implicitamente paragonata a uno squalo, considerato un animale crudele eppure sofferente nell'indifferenza generale. Il ritornello è un rovesciamento del testo della ballata Die Moritat von Mackie Messer, inserita ne L'opera da tre soldi di Bertolt Brecht e Kurt Weill.

## Video musicale
Il videoclip è stato diffuso il 23 aprile 2010 nella pagina Myspace del gruppo.
Nel "making of" del video i membri della band spiegano di aver rappresentato il contrario di quanto afferma il testo (la fedeltà reciproca dei membri del gruppo), rappresentando la morte di Till Lindemann e i sospetti reciproci fra i membri della band su chi possa averlo ucciso. Il video inizia con il funerale di Lindemann dove i membri della band si trovano insieme ad altre persone, tra le quali Marilyn Manson. Scoppia una lite tra due donne, di cui una incinta, probabilmente amanti del cantante. Nel frattempo, il resto della band si consulta su chi potrebbe rimpiazzare il defunto cantante (viene mostrata una foto del gruppo con la faccia di Henry Rollins e poi di James Hetfield al posto di quella di Lindemann). Il video continua con le varie scene di come è morto il cantante, ripensate dai vari membri, tutte basate su precedenti video dei Rammstein: viene picchiato e dato alle fiamme da Christoph Schneider (Du hast); Richard Kruspe gli taglia una fune mentre scalano una montagna, lasciandolo cadere da un dirupo (Ohne dich); Oliver Riedel gli stacca il tubo dell'ossigeno dalla tuta spaziale mentre sono sulla Luna (Amerika) e Christian Lorenz lo ingozza di spaghetti, facendolo alla fine soffocare (Keine Lust). Inoltre, si può vedere Till nei panni di Biancaneve schiaffeggiare Paul Landers (Sonne), il quale poi lo ucciderà con una mela avvelenata. In seguito, dopo essersi resi conto di essere stati tutti complici della morte di Lindemann, i membri della band iniziano una rissa in cui Kruspe perde due denti, abbastanza appuntiti (Du riechst so gut), e Lorenz cade nella tomba di Lindemann, rompendo la bara senza trovare nessuno all'interno. Alla fine viene mostrato il cantante, dal look "austriaco" (Wiener Blut), sano e salvo alle Hawaii (Mein Land), mentre manda una cartolina alla band raffigurante lui stesso con uno squalo che ha catturato.
Nel video si possono leggere dei versi di alcune loro canzoni sulle corone di fiori della bara di Till Lindemann: «Seine Worte frisst der Wind» («Il vento mangia le sue parole») da Nebel, «Mein Herz brennt» («Il mio cuore brucia») dall'omonima canzone, «Ich werde in die Tannen gehen» («Andrò tra gli abeti») da Ohne dich e «Am Ende bleib ich doch alleine» («Alla fine rimango solo») da Seemann.

## Tracce
Testi e musiche dei Rammstein.
CD singolo, download digitale
1. Haifisch – 3:45
2. Haifisch (Haiswing Remix by Olsen Involtini) – 3:41
3. Haifisch (Remix by Hurts) – 3:45
4. Haifisch (Remix by Schwefelgelb) – 4:25
5. Haifisch (Remix by Paul Kalkbrenner) – 3:26 – assente nell'edizione CD

7"
- Lato A

1. Haifisch – 3:45

- Lato B

1. Haifisch (Haiswing Remix by Olsen Involtini) – 3:41

12"
- Lato A

1. Haifisch – 3:45

- Lato B

1. Haifisch (Remix by Schwefelgelb) – 4:25

## Formazione
Gruppo
- Till Lindemann – voce
- Richard Z. Kruspe – chitarra
- Paul Landers – chitarra
- Oliver Riedel – basso
- Doktor Christian Lorenz – tastiera
- Christoph Doom Schneider – batteria

Altri musicisti
- Sven Helbig – arrangiamento orchestra, ottoni e coro
- Filmorchester Babelsberg – orchestra e ottoni
- Jörg Iwer – conduzione orchestra e ottoni
- Konzerterchor Dresden – coro
- Jörg Glenslein – conduzione coro

Produzione
- Jacob Hellner – produzione
- Rammstein – produzione
- Ulf Kruckenberg – ingegneria del suono
- Florian Ammon – ingegneria del suono
- Stefan Glaumann – missaggio
- Tom van Heesch – assistenza tecnica
- Erik Broheden – mastering
- Henrik Jonsson – mastering
- Michael Scully – assistenza alla registrazione
- Scott Church – assistenza alla registrazione
- Nico Essig – assistenza tecnica agli Henson Studio B
- Michael Schubert – registrazione orchestra e coro